# Palazzo Buonvisi (Bagni di Lucca)
Palazzo Buonvisi è un palazzo di Bagni di Lucca situato nei pressi dello stabilimento termale di Bagno alla Villa.
Fu costruito fra il 1518 al 1570 dalla più ricca famiglia lucchese, i Buonvisi. Nel corso dei secoli fu dimora di ospiti illustri, quali: Francesco Redi (1669), la granduchessa Vittoria della Rovere, il pretendente al trono britannico Giacomo Francesco Edoardo Stuart e la moglie Maria Clementina Sobieska (1722) e, nel 1822, George Gordon Byron. Dal 2010 è stata data in affido alla Vicaria val di Lima come sede per l'associazione. Nella foto ecco come appare nel giorno del Palio della Balestra, che si svolge ogni anno nel mese di giugno.